# Mongolische Streitkräfte
Die Mongolischen Streitkräfte (mongolisch Монгол Улсын Зэвсэгт Хүчин Mongol Ulsyn Zevsegt Hüchin) sind das Militär des Mongolischen Staates.

## Allgemeines
Die mongolischen Streitkräfte entstanden aus der Mongolischen Revolutionäre Volksarmee. Sie hatten 2022 einen Verteidigungsetat von 89,9 Mio. Dollar, was etwa 0,6 % des nationalen Bruttosozialproduktes entsprach. Es besteht eine Wehrpflicht. Oberbefehlshaber der Streitkräfte ist der mongolische Staatspräsident.

### Auslandseinsätze
Die Mongolei beteiligt sich seit 2002 an UN-Friedensmissionen. Ende des Jahres 2022 waren 882 Militärangehörige für UN-Missionen im Einsatz, davon 870 in Südsudan (UNMISS), weitere in Abyei, in der Westsahara, Mali, der DR Kongo und im Jemen.
Im Zuge einer seit 2005 bestehenden Militärpartnerschaft mit der NATO waren mongolische Kräfte von 2005 bis 2007 bei der NATO-Mission Kosovo Force (KFOR) im Einsatz. Ab 2010 war die Mongolei zudem an der International Security Assistance Force (ISAF) und ab 2014 an der Folgemission Resolute Support in Afghanistan beteiligt.

### Internationale Beziehungen
Seit 2001 oder 2003 findet üblicherweise im August die alljährliche „Khan Quest“, eine gemeinsam von den mongolischen Streitkräften und dem US Pacific Command organisierte Militärübung, in der Mongolei statt. Seit 2006 nehmen auch Drittstaaten an der auf Bodentruppen und Friedenssicherung ausgerichteten Militärübung teil. Teilnehmerstaaten der vergangenen Jahre waren u. a. auch China, Indien und Russland. Seit einigen Jahren werden regelmäßige Übungen mit der chinesischen Volksbefreiungsarmee veranstaltet. Zuletzt gab es im Mai 2024 das gemeinsame Armeetraining „Steppe Partner-2024“.
Seit 2019 bildeten deutsche Gebirgsjäger der Bundeswehr mongolische Soldatinnen und Soldaten theoretisch und praktisch dafür aus, damit die Mongolischen Streitkräfte ein eigenes Gebirgsjägerbataillon aufstellen können.
Vom 16. bis 19. Oktober 2024 war eine Delegation des Verteidigungsministeriums zu Besuch in Tschechien. Dieser Besuch zielte darauf ab, die bilateralen Beziehungen im Verteidigungssektor zu stärken und Kooperationsmöglichkeiten zu erkunden, die den strategischen Interessen der Mongolei entsprechen.
Am 18. Dezember 2024 formalisierten Japan und die Mongolei ein historisches Abkommen, das den Transfer von Verteidigungsausrüstung und -technologie zwischen beiden Ländern ermöglicht. Das unterzeichnete Abkommen soll die Lieferung mehrerer fortschrittlicher Verteidigungssysteme umfassen, die auf die strategischen Bedürfnisse der Mongolei zugeschnitten sind.
Vom 15. bis 19. Januar 2025 besuchte der Präsident Uchnaagiin Chürelsüch die Republik Türkei. Dabei wurde eine  Verteidigungskooperation vereinbart. Laut dem mongolischen Verteidigungsminister Byambatsot Sandag und Medienberichten wird eine neue Produktionsanlage für Bayraktar TB2-Drohnen, die von Türkiye's Baykar entwickelt wurde, in der Nähe der mongolischen Hauptstadt Ulaanbaatar gebaut.

### Besonderes
2012 wurde bekannt, dass ein General der Luftstreitkräfte und zwei Geschäftsleute Ersatzteile von ausgemusterten MiG-21 an Nordkorea für 1,5 Millionen US-Dollar, entgegen einem bestehenden Verbot, verkauften. Der Vorfall ereignete sich bereits 2011 und wurde öffentlich, da Nordkorea beklagte, das Geld gezahlt, aber nie die Ersatzteile erhalten zu haben.

## Gliederung
Die mongolischen Streitkräfte gliedern sich in zwei Teilstreitkräfte, das Heer und die seit 2018 eigenständige Luftwaffe. Die bis 1997 betriebene Marine wurde aufgelöst.

### Landstreitkräfte

Flagge des mongolischen Heeres

Das Mongolische Heer ist die Landstreitmacht der mongolischen Streitkräfte und hat einen Personalbestand von 8.900 Personen. Des Weiteren verfügt es über etwa 137.000 Reservisten.
Das Heer ist in eine mechanisierte Brigade, ein leichtes Infanteriebataillon und ein Luftlandebataillon gegliedert. Es verfügt u. a. über 420 Kampfpanzer, 120 Spähpanzer und 520 gepanzerte Fahrzeuge sowie 570 Artilleriegeschütze.

#### Ausrüstung
| Typ        | Bild         | Herkunft    | Funktion            | Anzahl | Anmerkungen |
| ---------- | ------------ | ----------- | ------------------- | ------ | ----------- |
| T-54/T-55  |              | Sowjetunion | Kampfpanzer         | 370    |             |
| T-72A      | Beispielbild | Sowjetunion | Kampfpanzer         | 050    |             |
| BMP-1      |              | Sowjetunion | Schützenpanzer      | 310    |             |
| BRDM-2     | Beispielbild | Sowjetunion | Spähpanzerwagen     | 120    |             |
| BTR-60PB   | Beispielbild | Sowjetunion | Schützenpanzerwagen | 150    |             |
| BTR-70M    | Beispielbild | Sowjetunion | Schützenpanzerwagen | 040    |             |
| BTR-80M    | Beispielbild | Russland    | Schützenpanzerwagen | 020    |             |
| BM-21 Grad | Beispielbild | Sowjetunion | Raketenwerfer       | 150    |             |

### Luftstreitkräfte

Flagge der mongolischen Luftwaffe

Kokarde der mongolischen Luftwaffe

Die Mongolische Luftwaffe ist die Luftstreitmacht der mongolischen Streitkräfte und hat eine Personalstärke von 800 Soldaten. Sie ist in ein Kampfgeschwader und ein Transportgeschwader sowie zwei Flugabwehrregimenter gegliedert.

#### Ausrüstung
Die mongolischen Luftstreitkräfte betreiben 5 Flugzeuge und 6 Hubschrauber (Stand Ende 2023).
| Systeme           | Bild         | Herkunft              | Verwendung             | Version    | Aktiv     | Bestellt  | Anmerkungen                     |
| Flugzeuge         | Flugzeuge    | Flugzeuge             | Flugzeuge              | Flugzeuge  | Flugzeuge | Flugzeuge | Flugzeuge                       |
| ----------------- | ------------ | --------------------- | ---------------------- | ---------- | --------- | --------- | ------------------------------- |
| MiG-29            | Beispielbild | Russland              | Mehrzweckkampfflugzeug | MiG-29UB   | 2         |           | von Russland geschenkt bekommen |
| Antonow An-26     | Beispielbild | Sowjetunion           | Transportflugzeug      |            | 3         |           |                                 |
| Hubschrauber      |              |                       |                        |            |           |           |                                 |
| Mil Mi-8          | Beispielbild | Sowjetunion/ Russland | Transporthubschrauber  | Mi-8Mi-171 | 6         |           |                                 |
| Flugabwehrsysteme |              |                       |                        |            |           |           |                                 |
| S-125 Newa        | Beispielbild | Russland              | Flugabwehrrakete       | Pechora 2M |           |           | 2 Batterien                     |
| SU-23             | Beispielbild | Sowjetunion           | Maschinenkanone        | SU-23-2    |           |           |                                 |

### Seestreitkräfte

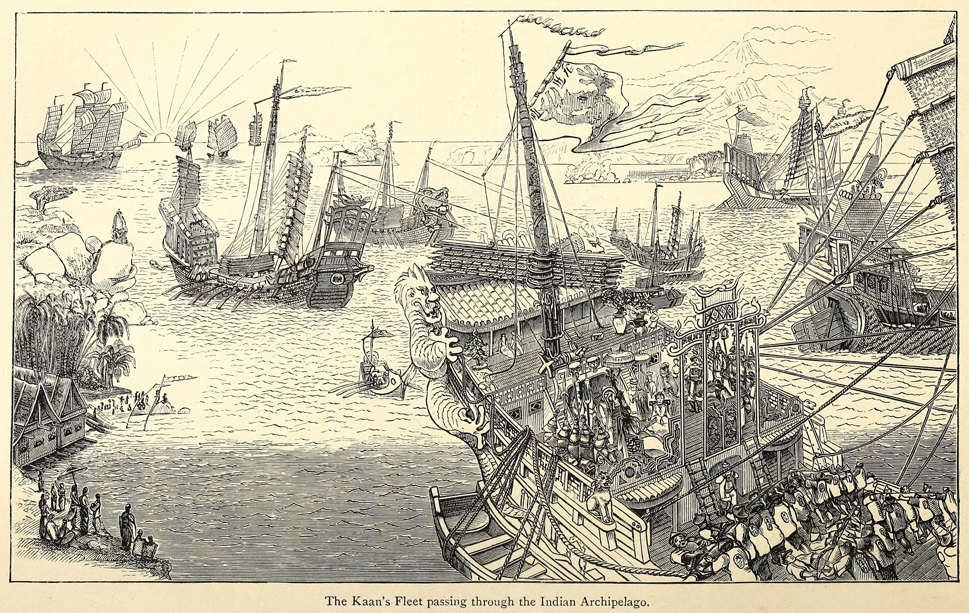
Flotte von Kublai Khan

Historisch zählte die mongolische Marine zu Zeiten Kublai Khans zu den größten Seestreitkräften der Welt. Der größte Teil der Flotte sank jedoch während der mongolischen Invasionen vor Japan. Eine mongolische Marine wurde in den 1930er Jahren unter sowjetischer Herrschaft erneut aufgestellt. Dazu wurden in Folge die Sukhbaatar (gesunken), die Sukhbaatar II (gesunken) und zuletzt die Sukhbaatar III in Dienst gestellt. Die Schiffe stammten aus sowjetischen Beständen und wurden über Land transportiert. Die Flotte der mongolischen Marine bestand 1990 aus einem einzigen Schiff, der Sukhbaatar III, die in Khatgal am Chöwsgöl Nuur stationiert wurde. Die Marine hatte zuletzt sieben Angehörige; damit war sie zu jener Zeit die kleinste Marine der Welt. 1997 wurde die Sukhbaatar III an private Investoren verkauft, um sie im Tourismus zu betreiben. Seitdem hat die Mongolei keine Marine mehr.

## Dienstgrade und Dienstgradabzeichen

### Offiziere
| Dienstgradgruppe        | Generale | Generale        | Generale       | Generale         | Stabsoffiziere | Stabsoffiziere | Stabsoffiziere | Subalternoffiziere | Subalternoffiziere | Subalternoffiziere | Subalternoffiziere |
| ----------------------- | -------- | --------------- | -------------- | ---------------- | -------------- | -------------- | -------------- | ------------------ | ------------------ | ------------------ | ------------------ |
| Schulterstücke          |          |                 |                |                  |                |                |                |                    |                    |                    |                    |
| Dienstgrad              | Генерал  | Дэслэгч генерал | Хошууч генерал | Бригадын генерал | Хурандаа       | Дэд хурандаа   | Хошууч         | Ахмад              | Ахлах дэслэгч      | Дэслэгч            |                    |
| Dienstgrad (Bundeswehr) | General  | Generalleutnant | Generalmajor   | Brigadegeneral   | Oberst         | Oberstleutnant | Major          | Hauptmann          | Oberleutnant       | Leutnant           |                    |
| NATO-Rangcode           | OF-9     | OF-8            | OF-7           | OF-6             | OF-5           | OF-4           | OF-3           | OF-2               | OF-1               | OF-1               |                    |